# Josmar Jozino
Josmar Jozino da Silva é um jornalista e repórter policial brasileiro.
Trabalhou na rádio Jovem Pan e no Diário Popular, Jornal da Tarde e atualmente escreve para o Agora São Paulo. Tornou-se, com o tempo, especialista na cobertura de casos relacionados à facção criminosa Primeiro Comando da Capital.
Em 2005 lançou o livro Cobras e Lagartos, obra de referência sobre o partido do crime. O livro ganhou menção honrosa na 27.ª edição do Prêmio Jornalístico Vladimir Herzog de Anistia e Direitos Humanos de 2005, que elege os melhores nas categorias fotografia, artes, internet, jornal, rádio, documentário de televisão, revista, livro-reportagem e reportagem de televisão.
É autor também de Casadas com o Crime, em que mostra a trajetória de vida de mulheres de detentos que acabam se envolvendo com o crime. Por este livro Josmar Jozino também ganhou menção honrosa na trigésima edição do Prêmio Jornalístico Vladimir Herzog de Anistia e Direitos Humanos e concorre na categoria Reportagem no 51.º Prêmio Jabuti.